# Боженцин (Західнопоморське воєводство)
Боженцин (пол. Borzęcin, нім. Borntin) — село в Польщі, у гміні Грифиці Ґрифицького повіту Західнопоморського воєводства.
Населення — 105 осіб (2011).
У 1975-1998 роках село належало до Щецинського воєводства.

## Демографія
Демографічна структура станом на 31 березня 2011 року:
|          | Загалом | Допрацездатний вік | Працездатний вік | Постпрацездатний вік |
| -------- | ------- | ------------------ | ---------------- | -------------------- |
| Чоловіки | 53      | 11                 | 34               | 8                    |
| Жінки    | 52      | 10                 | 31               | 11                   |
| Разом    | 105     | 21                 | 65               | 19                   |